# Cratere Samad
Samad è un cratere sulla superficie di Encelado.